# Dietrich Hahlbrock

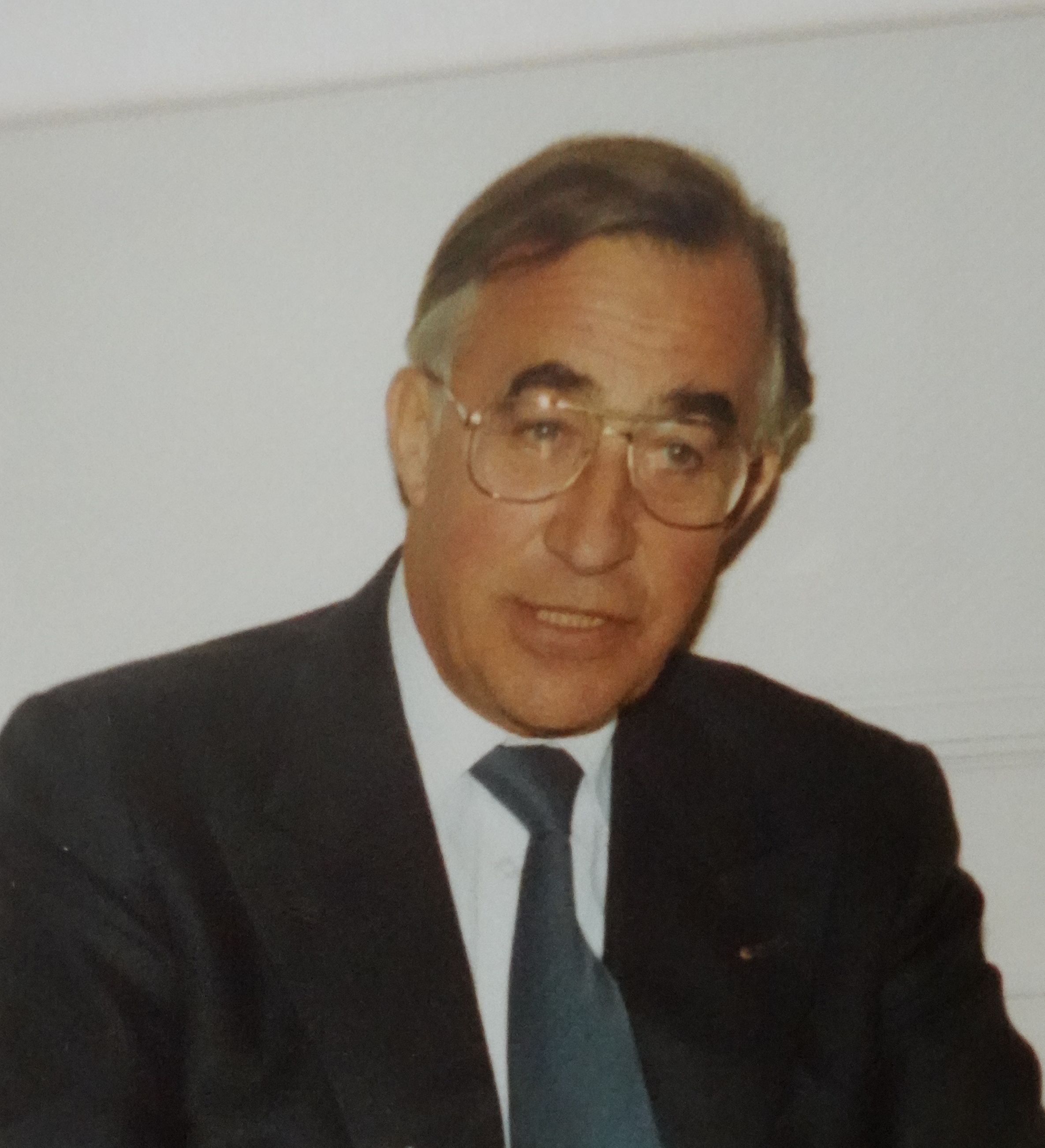
Dietrich Hahlbrock 1985

Dietrich Werner Hahlbrock (* 7. Mai 1923 in Hameln; † 29. Januar 2012 in Hamburg) war ein deutscher Manager in der Vieh- und Fleischbranche. Er war Geschäftsführer der Nordfleisch Verkaufsgesellschaft mbH. & Co. und der Schleswig-Holstein Fleischzentrale GmbH in Hamburg sowie Vorstandsvorsitzender des Versandschlachthofs Nordfleisch AG und der Raiffeisen Viehzentrale Schleswig-Holstein e. G. bzw. der Nordfleisch-Gruppe (heute Vion N. V.) und wurde in dieser Funktion 1976 zu deren Generaldirektor ernannt.

## Leben
Dietrich Hahlbrocks Vater, Heinrich Hahlbrock, war Teilhaber einer damals sehr erfolgreichen Handschuhfabrik in Hameln an der Weser. Seine Mutter, Margarete Hahlbrock, geborene Zippel, stammte aus einer Hamburger Kaufmannsfamilie. Nachdem er die Volksschule in Hameln besucht hatte, zogen die Eltern mit ihm und seiner älteren Schwester 1933 nach Timmdorf bei Malente in Schleswig-Holstein. Der Vater hatte dort einen Bauernhof erworben, nachdem er seine Anteile an der Fabrik verkauft hatte. Dietrich Hahlbrock besuchte das Johann-Heinrich-Voß-Gymnasium in Eutin.
Nach dem Abitur wurde er 1942 zur Wehrmacht eingezogen und 1945 als Leutnant der Marineflak in Kiel entlassen. Unmittelbar nach dem Zweiten Weltkrieg studierte Hahlbrock an der Christian-Albrechts-Universität zu Kiel Landwirtschaft und wurde 1951 mit dem Thema Über Möglichkeiten landwirtschaftlicher Ertragssteigerung im Kreise Eutin: Versuch zur Ermittlung von Leistungsreserven in der Landwirtschaft zum Dr. agr. promoviert.
Seinen weiteren beruflichen Lebensweg stellte Hahlbrock in den Dienst des landwirtschaftlichen Genossenschaftswesens, dessen Anpassung an die modernen Erfordernisse des Marktes er als vordringliches Ziel ansah. Das notwendige Rüstzeug erwarb er während seiner Tätigkeit in der Ein- und Verkaufsgenossenschaft Eutin und in der Zentrale des Raiffeisenverbandes Schleswig-Holstein, Kiel, wo er – nach dem Examen als Verbandsprüfer – vornehmlich mit der Betreuung der örtlichen Genossenschaften betraut war. Außerdem wirkte er auch in der Öffentlichkeitsarbeit und im genossenschaftlichen Schulungswesen mit.
Am 1. Juli 1957 trat Hahlbrock in die Dienste der damaligen Schleswig-Holsteinischen Viehverwertung eGmbH (SHV), Hamburg und späteren Raiffeisen Viehzentrale Schleswig-Holstein (RVZ), Hamburg ein, die später den Namen Nordfleisch eG Raiffeisen Vieh- und Fleischzentrale Schleswig-Holstein trug. Im selben Jahr wurde er zum geschäftsführenden Vorstandsmitglied der Genossenschaft berufen, deren Vorstandsvorsitzender er seit 1968 bis zu seinem Eintritt in den Ruhestand 1988 war.
Unter seiner Leitung nahm das genossenschaftliche Unternehmen eine steile Aufwärtsentwicklung, die sowohl in der Umsatzentwicklung (von 1957 bis 1987 von 100 Millionen DM auf rund 1,8 Milliarden DM), als auch in der frühzeitigen Anpassung des Unternehmens an die modernen Erfordernisse des Marktes zum Ausdruck kam. Im Zuge dieser Anpassung erfolgte in den 1960er Jahren die Gründung einer Reihe von Tochterunternehmen. Dazu gehörten beispielsweise die Nordfleisch Aktiengesellschaft mit vier Versandschlachtbetrieben und einer Tiermehlfabrik sowie die Nordfleisch Verkaufsgesellschaft als zentrale Fleischvertriebsorganisation. Ferner wurden weitere Tochter- und Beteiligungsgesellschaften erworben: Bonn-Fleisch Ex- und Import GmbH, Fleischzentrale Südwest/WÜCO-Gruppe in Württemberg und das Fleischhandelsunternehmen Heidebrecht & Kluge in Berlin. Im letzten Jahr seiner Tätigkeit schlachtete der Nordfleisch-Verbund insgesamt rund 1,4 Millionen Schweine und rund 407.000 Rinder.
Die Nordfleisch-Gruppe schuf unter der Leitung von Dietrich Hahlbrock, der auch zum Generaldirektor ernannt worden war, ferner eine integrale, von der Zucht über die Beratung bis zum Vertrieb reichende Schweinevermarktungskette, deren Fundamente ein firmeneigenes Zuchtprogramm mit entsprechenden Zuchteinrichtungen, sowie die im Zuge dieser Entwicklung gegründeten Erzeugergemeinschaften Nordferkel und Nordfleisch waren.
Im Rahmen seiner genossenschaftlichen Tätigkeit gehörte er mehreren Aufsichtsräten und Beiräten des Genossenschaftsverbundes an (unter anderem Norddeutsche Genossenschaftsbank in Hannover (heute DZ-Bank), Raiffeisen HaGe in Kiel (Hauptgenossenschaft Nord) und R+V Versicherung in Wiesbaden).
1982 erhielt Dietrich Hahlbrock für seine Leistungen im Genossenschaftssektor und für die Förderung der genossenschaftlich organisierten Landwirte in der Vieh- und Fleischwirtschaft das Bundesverdienstkreuz 1. Klasse. 1988 erhielt er die Raiffeisen-Medaille in Gold, die höchste Auszeichnung des Deutschen Raiffeisenverbandes.
Am 31. Dezember 1988 trat der in Hamburg lebende Hahlbrock in den Ruhestand.
1947 heiratete Dietrich Hahlbrock Betty Marie Godt aus Nortorf. Das Ehepaar bekam vier Söhne.
Am 29. Januar 2012 starb Dietrich Hahlbrock im Alter von 88 Jahren.